# Ciclismo nos Jogos Pan-Americanos de 2011 - Velocidade por equipes masculino
A competição de velocidade por equipes masculino foi um dos eventos do ciclismo de pista nos Jogos Pan-Americanos de 2011 em Guadalajara. Foi disputada no Velódromo Pan-Americano no dia 17 de outubro.

## Calendário
Horário local (UTC-6).
| Data          | Horário | Fase         |
| ------------- | ------- | ------------ |
| 17 de outubro | 10:40   | Qualificação |
| 17 de outubro | 16:30   | Final        |

## Medalhistas
|  | VEN Venezuela                              |  | USA Estados Unidos                          |  | COL Colômbia                                  |
|  | Hersony Canelón César Marcano Ángel Pulgar |  | Michael Blatchford Dean Tracy James Watkins |  | Jonathan Marín Fabián Puerta Christian Tamayo |

## Resultados

### Qualificação
Seis equipes com três ciclistas cada participaram. As duas com os melhores tempos avançaram para a disputa pela medalha de ouro. A terceira e a quarta equipes disputaram a corrida pela medalha de bronze.
| Pos. | Ciclistas                                             | País               | Tempo  | Obs. |
| ---- | ----------------------------------------------------- | ------------------ | ------ | ---- |
| 1    | Hersony Canelón César Marcano Ángel Pulgar            | VEN Venezuela      | 43.999 | Q,   |
| 2    | Michael Blatchford Dean Tracy James Watkins           | USA Estados Unidos | 44.227 | Q    |
| 3    | Jonathan Marín Fabián Puerta Christian Tamayo         | COL Colômbia       | 45.112 | q    |
| 4    | Leandro Botasso Jonathan Gatto Facundo Lezica         | ARG Argentina      | 47.058 | q    |
| 5    | Carlos Carrasco Rubén Horta César Vaquera             | MEX México         | 47.456 |      |
| 6    | Jacob Schwingboth Jean‐Michel Lachance Rémi Pelletier | CAN Canadá         | 48.460 |      |

### Final
| Pos.                           | Ciclistas                                     | País               | Tempo  |
| ------------------------------ | --------------------------------------------- | ------------------ | ------ |
| Corrida pela medalha de ouro   |                                               |                    |        |
| Medalha de ouro                | Hersony Canelón César Marcano Ángel Pulgar    | VEN Venezuela      | 43.188 |
| Medalha de prata               | Michael Blatchford Dean Tracy James Watkins   | USA Estados Unidos | 44.036 |
| Corrida pela medalha de bronze |                                               |                    |        |
| Medalha de bronze              | Jonathan Marín Fabián Puerta Christian Tamayo | COL Colômbia       | 45.080 |
| 4                              | Leandro Botasso Jonathan Gatto Facundo Lezica | ARG Argentina      | 46.725 |

Legenda
| Recorde mundial                  | Recorde mundial (World record)               |                       | Recorde africano                      | Recorde africano (African) |                                           | Q | Classificado por posição (Qualified) |
| Recorde dos Jogos Pan-Americanos | Recorde pan-americano (Pan-American record)  | Recorde da América    | Recorde da América (Americas)         | q                          | Classificado por melhor tempo (Qualified) |   |                                      |
| Melhor marca do ano              | Melhor marca do ano (World leading)          | Recorde asiático      | Recorde asiático (Asian)              | DNS                        | Não largou (Did not start)                |   |                                      |
| Recorde nacional                 | Recorde nacional (National record)           | Recorde europeu       | Recorde europeu (European)            | DNF                        | Não terminou (Did not finish)             |   |                                      |
| Recorde pessoal                  | Recorde pessoal do atleta (Personal best)    | Recorde da Oceania    | Recorde da Oceania (Oceania)          | DSQ / DQ                   | Desclassificado (Disqualified)            |   |                                      |
| Recorde da temporada             | Recorde da temporada do atleta (Season best) | Recorde sul-americano | Recorde sul-americano (South America) | NM                         | Sem marca (No mark)                       |   |                                      |